# セクトゥス・オットー・リンドベリ
セクトゥス・オットー・リンドベリ（Sextus Otto Lindberg、1835年3月29日 - 1889年2月20日）は、スウェーデンの植物学者である。ヘルシンキ大学の教授を務め、おもにフィンランド（当時は帝政ロシアの属領のフィンランド大公国）で活動した。
ストックホルムに生まれた。1855年からウプサラ大学で学び、植物学を専攻し、苔類を収集した。カロリンスカ研究所（医科大学）で医学も学び、1863年には医師の資格も得た。スウェーデン王立科学アカデミーや外国の学術誌に論文を書き、ハルトマン（Carl Johan Hartman）の植物学の著書の改定版の執筆も行った。1864年にウプサラ大学から博士号を得た。ヘルシンキ大学の教授資格を得て、1865年からヘルシンキ大学の教授を務めた。フィンランド動植物学会（Societas pro Fauna et Flora Fennica）の議長も務め、フィンランドの植物を研究した。
苔類の分類学研究などで知られる。1886年にスウェーデン王立科学アカデミーの外国人会員に選ばれた。
蘚苔類の属名、Lindbergia（和名：ヒトエゴケ属）に献名されている。
息子のハラルド・リンドベリ（Harald Lindberg）も植物学者となった。